# رزمایش پیامبر اعظم ۱۷

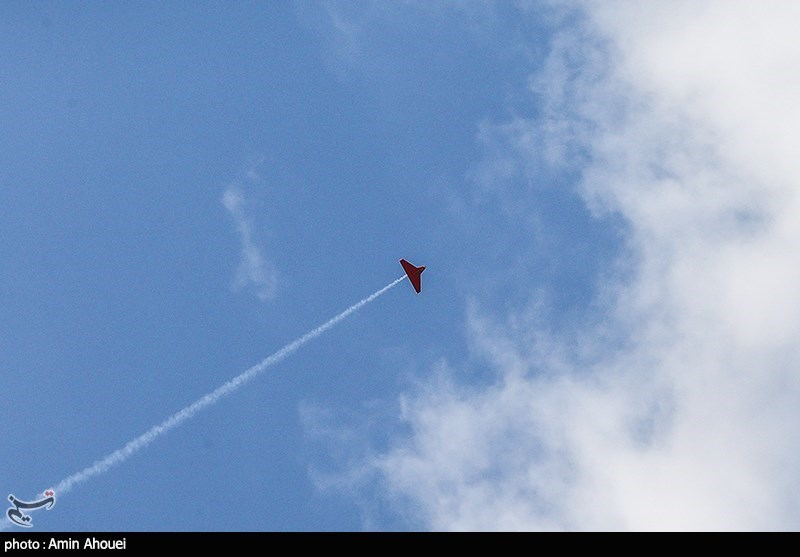
این فقط بخش کوچکی از این رزمایش است

رزمایش پیامبر اعظم ۱۷ توسط نیروهای زمینی دریایی و هوافضای سپاه به همراه سازمان سایبر الکترونیک در منطقه سواحل استان هرمزگان، بوشهر و بخشی از خوزستان در تاریخ دوشنبه ۲۹ آذر ۱۴۰۰ به مدت ۵ روز برگزار گردید.
از ویژگی‌های رزمایش پیامبر اعظم ۱۷ انبوهی تعداد شلیک و شلیک همزمان موشک‌های میان‌برد و دوربرد اشاره‌کرد.
پهپادهای دوربرد، موشک بالستیک نقطه‌زن، شناورهای تندرو با سرعت ۹۰ نات به بالا و همچنین تجهیزات رزم زمینی در تعامل با تاکتیک‌های جدید از جمله تجهیزات مورد استفاده و ارزیابی شدند. این رزمایش بر اساس شبیه‌سازی یکی از پیشرفته‌ترین طرح‌های دفاعی و تهاجمی در جنگ‌های ترکیبی که دارای ویژگی‌های همزمانی، پیوستگی، انطباق و در هم تنیدگی جنگ نرم، نیمه‌سخت و سخت است، طراحی و اجرا شد.

## پیام رزمایش
- دفاع و صیانت از امنیت ملی[۸]
- امنیت، اقتدار و بازدارندگی فعال و هوشمند در منطقه خلیج فارس[۹]

## بازتاب رسانه‌ای
شبکه خبری انگلیسی اسکای نیوز گزارش داد که ایران در این رزمایش انواع موشک‌های خود را به نمایش گذاشت. اسکای نیوز با نمایش فیلمی از این رزمایش نوشت، ایران به فهرست کشورهایی می‌پیوندد که هنگام برگزاری رزمایش به سرعت تجهیزات در حال آزمایش را به تصاویر می‌کشاند. راشاتودی نیز در این زمینه نوشت، ایران در رزمایش جدید خود موشک‌های بالستیک و کروز را شلیک کرد. موشک‌های بالستیک ایران بردی معادل ۲۰۰۰ کیلومتر (۱۲۰۰ مایل) دارند، به این معنی که می‌توانند به پایگاه‌های آمریکا در منطقه و همچنین اهدافی در اسرائیل برسند. روزنامه صهیونیستی جروزالم پست نیز در گزارشی نوشت، ایران توان موشک‌های خود را به عنوان بخشی از رزمایش پیامبر اعظم ۱۷ نشان می‌دهد، رویترز نیز نوشت، ایران نسبت به پاسخ کوبنده به هرگونه اقدام از سوی اسرائیل، که مخالف تلاش‌های قدرت‌های جهانی برای احیای توافق هسته‌ای ۲۰۱۵ تهران هستند، هشدار داد. در این رزمایش همزمان پنج موشک کروز و پهپادهای مسلح به اهداف از قبل تعیین شده حمله کردند. وزارت خارجه بریتانیا روز جمعه ۳ دی ۱۴۰۰ ضمن محکوم کردن شلیک موشک‌های بالستیک در این رزمایش در یک بیانیه این پرتاب را «نقض آشکار» قطعنامه ۲۲۳۱ شورای امنیت سازمان ملل و تهدیدی برای امنیت منطقه و جهان خواند.